# Gabriela Rodríguez
Gabriela Rodríguez (nacida en 1980) es una productora de cine venezolana, que actualmente radica en Reino Unido. Fue nominada al Óscar a mejor película por su trabajo en Roma, junto a Alfonso Cuarón y Nicolás Celis. Es la primera mujer latinoamericana en ganar una nominación en esa categoría. También ganó dos premios BAFTA y un premio en los British Independent Film Award por su trabajo en esa misma padres .

## Educación
Rodríguez creció en Venezuela. Influenciada por el amor de sus padres, Miguel Rodríguez Mendoza, al cine, se mudó a Boston para asistir a Universidad Suffolk, posteriormente tomó un curso de cine en la Universidad de Nueva York durante el verano. Decidida en ser productora, surgió la oportunidad de una entrevista en la productora de Alfonso Cuarón. Gabriela entró como interna y dos meses después se convirtió en la asistente personal del director.

## Carrera
En una entrevista con Associated Press, describió su rol como productora a algo similar a un "Representante [...] poco glamour y mucho trabajo". Gabriela enfrentó retos significativos en la producción. Era la primera vez que trabajaba fuera de un set y todas las comodidades que involucraba, generando más responsabilidades en ella y su coproductor Nicolás Celis. A pesar de que llevaba mucho tiempo trabajando con Cuarón, las exigencias de producción fueron muy particulares. Cuarón no compartió el guion, quería filmar en locaciones reales de vecindarios mexicanos, y contrató personas sin entrenamiento actoral previo. Hablando de cine "De alguna manera, él siempre obtiene lo que quiere". Estos detalles crearon problemas de producción inusuales, cómo el de recrear la casa del director en 1970. Ella considera a Roma una película "espectacular", con la que logró identificarse. 

## Reconocimientos
Roma ha ganado muchos premios y reconocimientos, incluyendo varios para Rodríguez. Fue nominada, junto con Alfonso Cuarón y Nicolás Celis a mejor película en los Premios Óscar del 2018 convirtiéndose en la primera mujer latina en ser nominada a esta categoría. También ganó dos BAFTAs por Mejor película y Mejor película no hablada en Inglés. Además de ganar el premio a Mejor Película Independiente Extranjera en los British Independent Film Award (con Cuarón y su coproductor Nicolás Celis). También recibió una nominación a Mejor Película en los Producers Guild of America Award.

## Premios y nominaciones
Premios Óscar
| Año  | Categoría      | Película | Resultado |
| ---- | -------------- | -------- | --------- |
| 2019 | Mejor película | Roma     | Nominada  |